# University Motor Car Company
University Motor Car Company war ein US-amerikanischer Hersteller von Automobilen.

## Unternehmensgeschichte
Das Unternehmen wurde 1910 in Detroit in Michigan gegründet. Im gleichen Jahr begann die Produktion von Automobilen. Der Markenname lautete Varsity. Noch 1910 endete die Produktion. Insgesamt entstanden nur wenige Fahrzeuge.

## Fahrzeuge
Die Fahrzeuge hatte einen Vierzylindermotor. Der Neupreis lag im Bereich von 1300 bis 1350 US-Dollar.